# Ext関手
数学では、ホモロジー代数の Ext関手(Ext functors)は、Hom関手の導来関手であり、Tor関手と同様、ホモロジー代数学の中心概念である。ホモロジー代数学では、代数的トポロジーのアイデアが代数的構造の不変量を定義するのに使われている。群のコホモロジーやリー環、結合多元環はすべてExtの言葉で定義できる。Extという名称は、最初のExt群Ext1により加群の拡大が分類できることから来ている。
Ext関手は、最初代数幾何学で使われ、その後は数学の多くの分野で共通して使われている。名称の "Ext" は、関手とアーベル圏での拡大(Extension)との関係からきている。

## 定義と計算
R を環とし、ModR を R の上の加群の圏とする。B を ModR の対象とし、ModR の固定した対象 A に対し T(B) = HomR(A,B) とする。これは左完全関手であるので、右導来関手 RnT を持っている。Ext関手は、
{\displaystyle \operatorname {Ext} _{R}^{n}(A,B)=(R^{n}T)(B)}
により定義される。これは入射分解
{\displaystyle 0\rightarrow B\rightarrow I^{0}\rightarrow I^{1}\rightarrow \dots }
を適当にとり、
{\displaystyle 0\rightarrow \operatorname {Hom} _{R}(A,I^{0})\rightarrow \operatorname {Hom} _{R}(A,I^{1})\rightarrow \dots .}
を計算することにより得ることができる。従って、(RnT)(B) はこの複体のホモロジーである。HomR(A,B) は複体から除外されることに注意する。
もうひとつの別な定義は、関手 G(A)=HomR(A,B) を使って定義される。固定された加群 B に対し、これは反変な左完全関手であり、よって、右導来関手 RnG を持ち、
{\displaystyle \operatorname {Ext} _{R}^{n}(A,B)=(R^{n}G)(A)}
を定義することができる。
Ext関手は、適当な射影分解
{\displaystyle \dots \rightarrow P^{1}\rightarrow P^{0}\rightarrow A\rightarrow 0,}
を選択し、双対な計算
{\displaystyle 0\rightarrow \operatorname {Hom} _{R}(P^{0},B)\rightarrow \operatorname {Hom} _{R}(P^{1},B)\rightarrow \dots }
を実行することによっても得られる。このとき、(RnG)(A) はこの複体のホモロジーである。再び、HomR(A,B) が複体から除外されることに注意する。
これらの 2つの構成は、同型となることが分かり、よって両方とも Ext関手の計算に使うことができる。

## 加群の拡大

### 拡大の同値性
Ext関手の命名は、加群の拡大(extension)との関係で命名された。R-加群 A と B が与えられると、A の B による拡大は、R-加群の短完全系列
{\displaystyle 0\rightarrow B\rightarrow E\rightarrow A\rightarrow 0}
である。2つの拡大
{\displaystyle 0\rightarrow B\rightarrow E\rightarrow A\rightarrow 0}
{\displaystyle 0\rightarrow B\rightarrow E^{\prime }\rightarrow A\rightarrow 0}
は、次の可換図式が存在するときに、（A の B による拡大として）同値であるという。
.
5項補題により、真ん中の縦の矢印は同型である。A の B による拡大が、自明な拡大
{\displaystyle 0\rightarrow B\rightarrow A\oplus B\rightarrow A\rightarrow 0}
と同値であれば、分裂(split)といわれる。
A の B による拡大
{\displaystyle 0\rightarrow B\rightarrow E\rightarrow A\rightarrow 0}
の同値類と、
{\displaystyle \operatorname {Ext} _{R}^{1}(A,B)}
の元との間には、全単射な対応がある。

### 拡大のベール和
2つの拡大
{\displaystyle 0\rightarrow B\rightarrow E\rightarrow A\rightarrow 0}
{\displaystyle 0\rightarrow B\rightarrow E^{\prime }\rightarrow A\rightarrow 0}
が与えられると、ベール和(Baer sum)と呼ばれる {\displaystyle A} からの引き戻し(pullback)
{\displaystyle \Gamma =\left\{(e,e')\in E\oplus E'\;|\;g(e)=g'(e')\right\}.}
が得られる。
関係式 {\displaystyle (f(b)+e,e')\sim (e,f'(b)+e')} を与えることと同じであるが、商
{\displaystyle Y=\Gamma /\{(f(b),0)-(0,f'(b))\;|\;b\in B\}},
をとると、拡大
{\displaystyle 0\rightarrow B\rightarrow Y\rightarrow A\rightarrow 0}
が得られる。ここに第一の → は {\displaystyle b\mapsto [(f(b),0)]=[(0,f'(b))]} で、第二の → は {\displaystyle (e,e')\mapsto g(e)=g'(e')} であるので、E と E' の拡大のベール和と呼ばれる和が得られる。
拡大による同値類を同一視すると、ベール和は可換であり、自明な拡大を恒等元として持っている。拡大 0 → B → E → A → 0 は、射 g を -g に置き換えること反対の eg であり、真ん中の矢の逆にした拡大と同じである。
拡大の同値類を同一視した集合はアーベル群であり、関手 {\displaystyle Ext_{R}^{1}(A,B)} を実現している。

## アーベル圏の中でのExtの構成
ベール和の見方は、Ext1
Ab(A, B) の定義を、射影加群や入射加群といった観点なしでも、アーベル圏（圏が射影加群や入射加群をもたない加群であっても）上で Ext関手を定義することが可能となる。単純に、Ext1
Ab(A, B) を B による A の拡大の同値類の集合とすると、ベール和の下のアーベル群が形成される。同様に、高次 Ext群 Extn
Ab(A, B) も n-拡大の同値類として定義することができる。ここで n-拡大とは完全列
{\displaystyle 0\rightarrow B\rightarrow X_{n}\rightarrow \cdots \rightarrow X_{1}\rightarrow A\rightarrow 0}
であり、同値関係は、すべての m ∈ {1, 2, ..., n} に対し写像 Xm → X'm が存在して可換図式となるような、つまり鎖写像(chain map) {\displaystyle X:\xi \rightarrow \xi }' が存在するような2本の完全列
{\displaystyle \xi :0\rightarrow B\rightarrow X_{n}\rightarrow \cdots \rightarrow X_{1}\rightarrow A\rightarrow 0}
{\displaystyle \xi ':0\rightarrow B\rightarrow X'_{n}\rightarrow \cdots \rightarrow X'_{1}\rightarrow A\rightarrow 0}
の同一視から生成される。
上記の 2つの n-拡大のベール和は、X′′
1 を A 上のX1 と X′
1 の引き戻し(pullback)、'X′′
n をXn と X′
n の B の下の押し出し(pushout) として得られる。Weibel, §3.4 を参照。従って、拡大のベール和は、
{\displaystyle 0\rightarrow B\rightarrow X''_{n}\rightarrow X_{n-1}\oplus X'_{n-1}\rightarrow \cdots \rightarrow X_{2}\oplus X'_{2}\rightarrow X''_{1}\rightarrow A\rightarrow 0}
として定義される。

## Ext関手の性質（追加）
Ext関手は、計算に有益な便利な性質をいくつか持っている。
- B が入射加群であるか、または、A が射影加群であれば、i > 0 に対して、Exti
R(A, B) = 0 である。

- 逆も成立する。すべての A に対して Ext1
R(A, B) = 0 であれば、すべての A に対し Exti
R(A, B) = 0 で、かつ B は入射的である。すべての B に対し Ext1
R(A, B) = 0 であれば、すべての B に対し Exti
R(A, B) = 0 でかつ A は射影的である。

- {\displaystyle \operatorname {Ext} _{R}^{n}\left(\bigoplus _{\alpha }A_{\alpha },B\right)\cong \prod _{\alpha }\operatorname {Ext} _{R}^{n}(A_{\alpha },B)}

- {\displaystyle \operatorname {Ext} _{R}^{n}\left(A,\prod _{\beta }B_{\beta }\right)\cong \prod _{\beta }\operatorname {Ext} _{R}^{n}(A,B_{\beta })}

## 特別なExt上の環構造と加群構造
Ext関手を理解するもう一つの非常に有用な方法は以下の通りである: Extn
R(A, B) = 0 の要素を、A の射影分解 P* に対し、写像 f: Pn → B の同値類と考えると、B で終わる長完全系列 Q* を得て、次数 -n の鎖写像 f*: P* → Q* へ、加群 Pm の射影性を使い写像 f を持ち上げる(lift)ことができる。そのような鎖写像のホモトピー類は、正確に上記の Ext関手の定義の同値類に対応することが分かる。
たとえば環 R が体 k や、k-代数(algebra)の上の群環のような、十分に良い条件下では、Ext*
R(k, k) に環の構造を入れることができる。積は同値な非常に多くの解釈を持ち、この解釈は Ext*
R(k, k) の元の様々な解釈に対応している。
ひとつの解釈として、鎖写像のこれらのホモトピー類の項として解釈がある。従って、2つの元の積は、対応する表現の成分により表現される。すると、k の分解をひとつ選ぶだけで、すべての計算が HomR(P*,P*) の中でできるようになり、これがまさに ExtR(k,k) をコホモロジーとしてもつ微分次数付き環である。
Ext群もまた、完全系列のことばで解釈することができる。このことは、射影加群や入射加群の存在に依存しないという優位性を持っている。従って、上記の観点では、Extn
R(A, B) は、ある同値関係の下で、B で始まり、A で終わる長さ n + 2 の完全系列のクラスとなる。従って、これは ... → X1 → A → 0 と 0 → A → Yn → ... を
{\displaystyle \cdots \rightarrow X_{1}\rightarrow Y_{n}\rightarrow \cdots }
で置き換えることにより、Extm
R(C, A) の元とつなぎ合わされる。ここの中の矢印は、函数 X1 → A と A → Yn の合成である。積は米田接合積と呼ばれる。
これらの観点は、双方で意味を持つ場合は常に同値となる。
同様の解釈の下で、充分に良い条件下では、再び、Ext*
R(k, M) は Ext*
R(k, k) 上の加群である。

## 興味深い例
{\displaystyle \mathbb {Z} [G]} を群 G の群環とすると、{\displaystyle {\text{Ext}}_{\mathbb {Z} [G]}^{*}(\mathbb {Z} ,M)} は、M に係数を持つ群コホモロジー {\displaystyle H^{*}(G,M)} である。
p 個の元を持つ有限体 Fp に対し、{\displaystyle H^{*}(G,M)={\text{Ext}}_{\mathbb {F} _{p}[G]}^{*}(\mathbb {F} _{p},M)} であり、群コホモロジーは選ばれた基礎となる環には依存しない。
A が k-代数とすると、{\displaystyle {\text{Ext}}_{A\otimes _{k}A^{op}}^{*}(A,M)} は、A-双加群に係数を持つホッホシルトコホモロジー{\displaystyle HH^{*}(A,M)} である。
R が可換環 k 上のリー代数 {\displaystyle {\mathfrak {g}}} の普遍包絡代数であれば、{\displaystyle {\text{Ext}}_{R}^{*}(k,M)} は加群 M に係数を持つリー代数コホモロジー {\displaystyle \operatorname {H} ^{*}({\mathfrak {g}},M)} である。

## 参照項目
- Tor関手
- グロタンディーク群
- コホモロジーの普遍係数定理